# Eladio Victoria
Eladio Victoria y Victoria (30 de julio de 1864-27 de julio de 1939) fue presidente provisional de la República Dominicana en 1911 y luego presidente constitucional en 1912.

## Vida familiar y política
Eladio Victoria fue hijo de Alejandro Victoria y de Josefa Victoria de origen blanco colonial banilejo. Recibió el apodo de "Quiquí".
En su gobierno los Victoria llegaron a ser una de las familias más poderosas del país, caso similar al de los Trujillo.
Victoria ocupó posiciones de importancia dentro del gobierno dominicano junto a su  acompañante Jose Gabriel , entre las cuales se citan: Secretario de Estado de Fomento y Obras Públicas, Ministro de Instrucción Pública, Ministro de Hacienda y Comercio, así como otros cargos. También ocupó el cargo de Senador.
Su gobierno sólo duró once meses y fue obligado a renunciar por el Plan Wilson.

## Presidencia constitucional
Luego del asesinato del presidente Ramón Cáceres el 19 de noviembre de 1911, el Congreso eligió a Eladio Victoria como Presidente provisional por dos meses con encargo de convocar a nuevas elecciones, de las cuales el mismo resultó elegido presidente constitucional, juramentándose en el cargo el 27 de febrero de 1912.
Contó inicialmente con el respaldo del gobierno estadounidense y de los seguidores del expresidente Juan Isidro Jimenes, aunque se le oponían los seguidores del también expresidente Horacio Vásquez. Los últimos se aliaron a las fuerzas de Desiderio Arias, desembocando esto en un conflicto bélico de envergadura nacional que recibió el nombre de la "Guerra de los Quiquises", debido a que era una guerra librada contra el presidente y su sobrino. En medio de la profunda crisis, en octubre de 1912, el presidente Victoria anunció que gobernaría el país solamente hasta julio de 1914, fecha en que debía concluir el mandato constitucional del asesinado presidente Cáceres.
Para mantenerse en el poder, Victoria gastó grandes sumas de dinero, aunque dicha acción no frenó su descalabro. Por ello los Estados Unidos, ante el temor de perder sus beneficios en el país, realizaron una intervención política y militar en la República Dominicana. Esto terminó con la renuncia del presidente Victoria el 26 de noviembre de 1912. En su lugar fue elegido presidente el arzobispo Adolfo Alejandro Nouel, cuñado de su hermana Luisa Hortensia Victoria y Victoria, asumiendo el 1 de diciembre de 1912. Fue esposo de Pamela Medina Suero.
Eladio Victoria estaba casado con Francisca Morales, no con Pamela Medina Suero.